# Тернопільська обласна організація НСПУ
Тернопільська обласна організація Національної спілки письменників України

## Історія
Попередником організації було обласне літературне об'єднання, створене 1950 року. З кінця п'ятдесятих спілку на Тернопіллі 10 років представляв прозаїк і драматург Олекса Корнієнко.
Попередницю ж поточної організації було утворено на установчих зборах 28 лютого 1984 р.
До складу осередку тоді увійшли: поети Володимир Вихрущ, Борис Демків, Ганна Костів-Гуска, Михайло Левицький, Георгій Петрук-Попик, драматург Олексій Корнієнко та літературознавець Роман Гром'як. Відповідальним секретарем організації обрано Георгія Петрука-Попика. В установчих зборах взяли участь 1-й секретар СПУ Павло Загребельний, Роман Лубківський, Роман Федорів, гості з Києва, Львова, Хмельницького, Луцька та інших міст.

## Сучасність
Станом на 2021 рік тернопільські письменники видали майже 700 назв книг різних жанрів, до 2020 р. видруковувалася серія «Письменники Тернопілля», щорічні альманахи «Курінь» та «Подільська толока». Донедавна ще виходили журнали «Літературний Тернопіль» та «Пектораль» (редактор — Погорецький Володимир Антонович). Письменники за час існування осередку провели сотні літературно-мистецьких свят, творчих зустрічей із читачами, репрезентацій книг, виступів по радіо, телебаченню та в пресі. Ряд письменників пошановані престижними всеукраїнськими та міжнародними преміями, відзначені державними нагородами, почесними званнями.
Станом на 27 лютого 2014 року на обліку Тернопільської обласної організації НСПУ перебували 66 письменників, на початок 2022 року — 72 особи, на початок 2024 р. — 68.
ТОО НСПУ опікується літературною премією ім. Степана Будного.

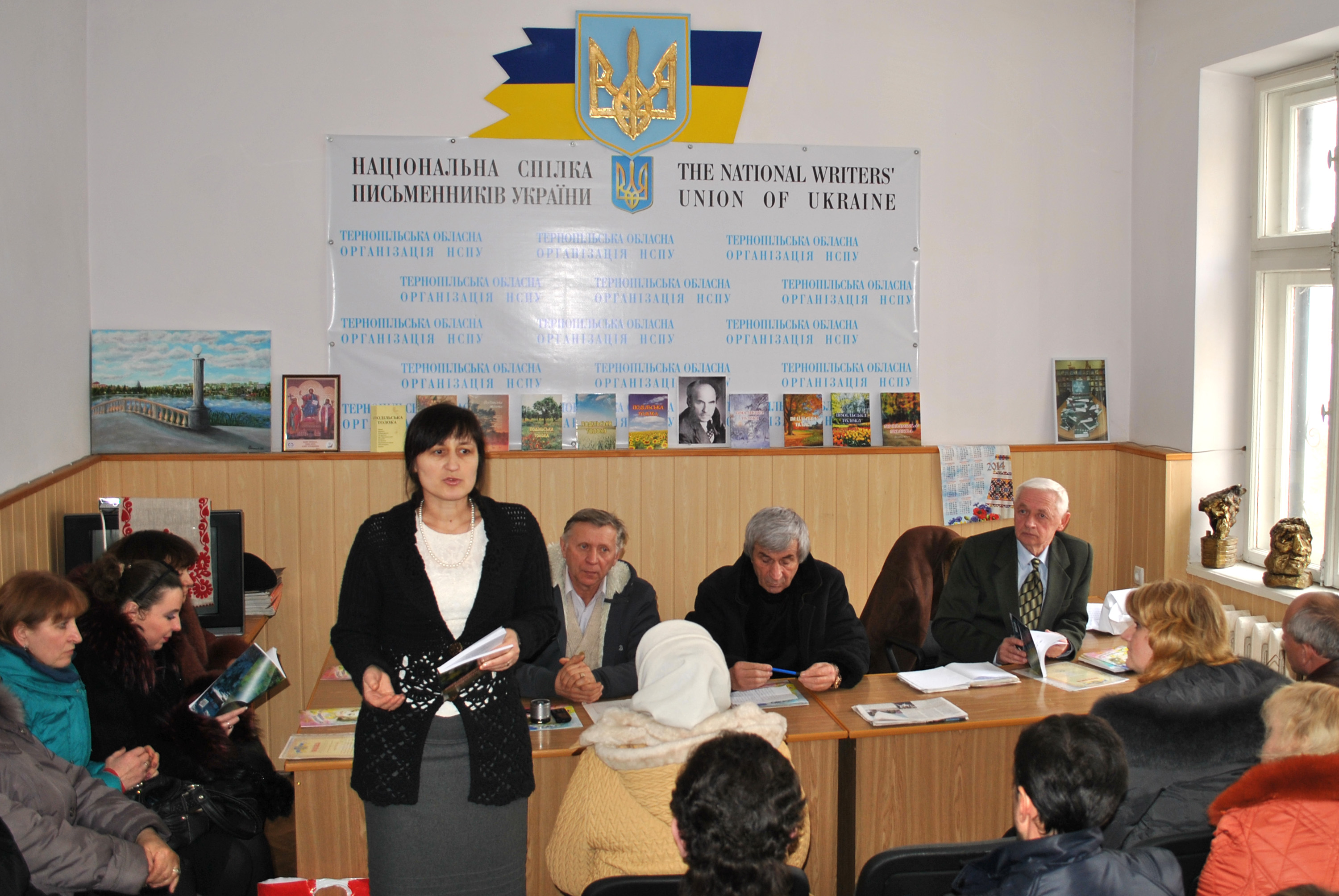
Зібрання літературного об'єднання

При організації діє обласне літературне об'єднання, куди запрошують талановитих літераторів. У 2007—2008 роках письменниця Марія Баліцька власним коштом видавала газету «Літературна криниця».
У 2007 році ТОО НСПУ за сприяння Тернопільської ОДА та обласної ради видано антологію творів авторів із Тернопільщини «Літературне Тернопілля. 1984—2007» (ТзОВ «Терно-граф», наклад — 2000 примірників), у якому вміщено твори 60 членів обласної організації.
2023 року почав виходити щоквартальний літературно-мистецький та громадсько-політичний часопис ТОО НСПУ «ЛітТерА» (шеф-редактор — доктор мистецтвознавства, професор, літератор Олег Смоляк).

## Склад

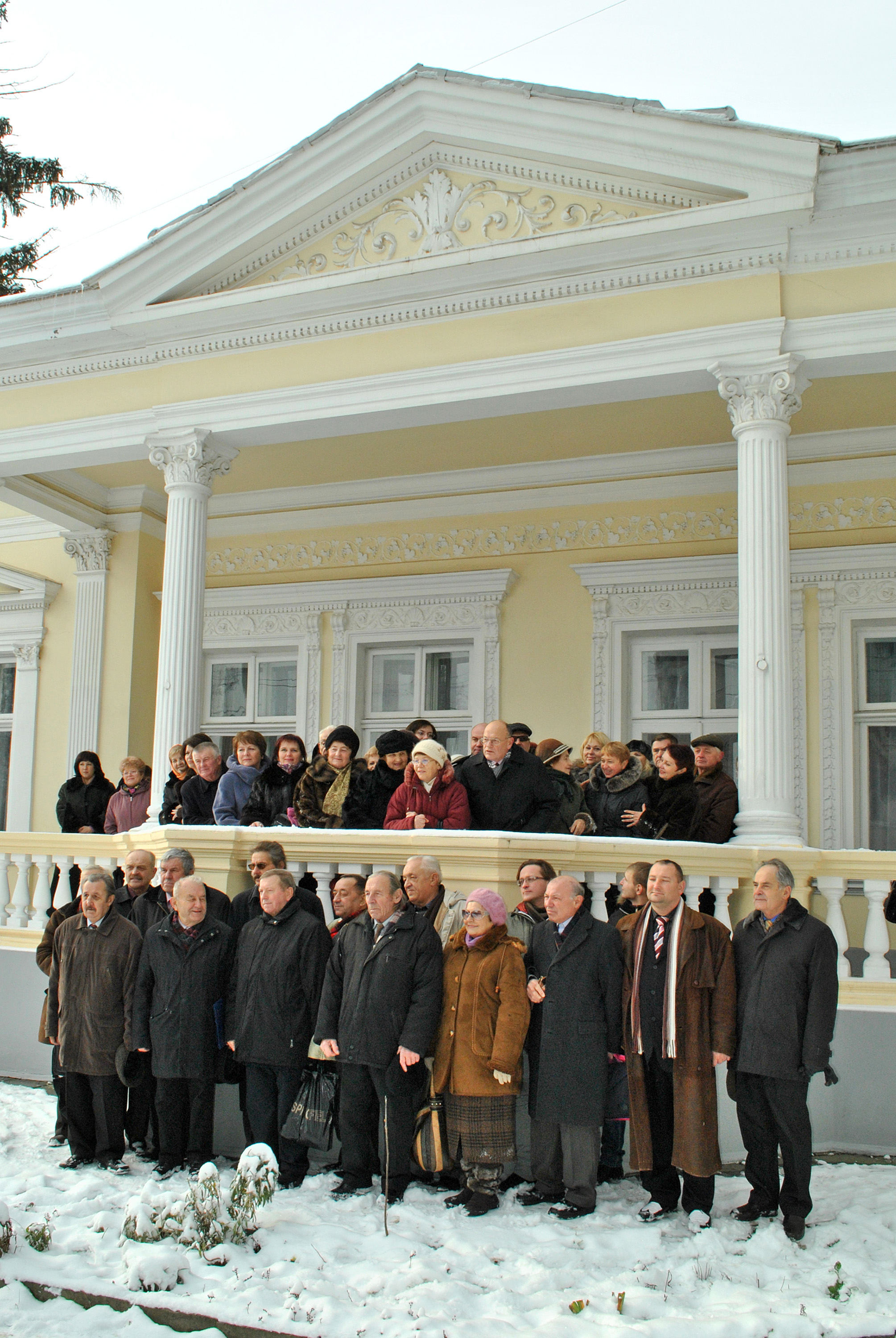
Тернопільські письменники на відкритті бібліотеки-музею «Літературне Тернопілля»

| Повноваження голови | Повноваження голови                  | Повноваження голови | Повноваження голови |
| №                   | ПІБ                                  | Набуття             | Скасування          |
| ------------------- | ------------------------------------ | ------------------- | ------------------- |
| 1                   | Петрук-Попик Георгій Михайлович      | 1984                | 1992                |
| 2                   | Тимочко Петро Семенович              | 1992                | 2001                |
| 3                   | Барна Володимир Андрійович           | 2001                | 2005                |
| 4                   | Бастюк Богдан Іванович               | 2005                | 2008                |
| 5                   | Безкоровайний Євген Іванович         | 2008                | 19 травня 2015      |
| 6                   | Пасічник Наталія Іванівна (в. о.)    | 19 травня 2015      | 5 липня 2015        |
| 7                   | Смик Олександр Іванович              | 5 липня 2015        | січень 2023         |
| 8                   | Семеняк-Штангей Валентина Миколаївна | з січня 2023        |                     |

| Склад | Склад                                          | Склад                  | Склад                      |
| №     | ПІБ                                            | Вступ                  | Вибуття                    |
| ----- | ---------------------------------------------- | ---------------------- | -------------------------- |
| 1     | Андрусяк Богдан Олексійович 1955               | 24.12.2003             | 28.02.2024                 |
| 2     | Андрушків Богдан Миколайович 1947              | 21.03.1996             |                            |
| 3     | Атаманчук Ольга Іванівна 1984                  | 03.03.2017             |                            |
| 4     | Базів Микола Миколайович 1959                  | 03.12.2015             |                            |
| 5     | Баліцька Марія Йосипівна 1963                  | 07.02.2011             |                            |
| 6     | Балюк Леся Василівна 1977                      | 29.05.2006             | вийшла з лав               |
| 7     | Бандурка Іван Петрович 1954                    | 23.10.2012             |                            |
| 8     | Радошівський (Баран) Григорій Якович 1930—2013 | 21.03.1995             | 13.05.2013                 |
| 9     | Барна Володимир Андрійович 1953                | 29.11.1994             | в Києві                    |
| 10    | Іванців (Барна) Мирослава Петрівна 1961        | 09.12.2002             | в США                      |
| 11    | Бастюк Богдан Іванович 1949—2014               | 11.01.1988             | 16.11.2014                 |
| 12    | Безкоровайний Євген Іванович 1947—2015         | 29.05.2006             | 19.05.2015                 |
| 13    | Бережний Ігор Петрович 1976                    | 02.09.2003             |                            |
| 14    | Березовський Орест Іванович 1941—2022          | 29.04.2014             | 18.03.2022                 |
| 15    | Білик Леся Петрівна 1956                       | 17.04.2007             |                            |
| 16    | Блажкевич Іванна Омелянівна 1886—1977          | 1963                   | 02.03.1977                 |
| 17    | Бондючна Юлія Іванівна 1984                    | 2006                   |                            |
| 18    | Будний Степан Франкович 1933—1958              | 1991 (посмертно)       | 1958                       |
| 19    | Вихрущ Володимир Павлович 1934—1999            | 1976                   | 23.06.1999                 |
| 20    | Вільчинський Олександр Казимирович 1963        | 17.01.1995             |                            |
| 21    | Вітяк Юрій-Антон Романович 1993                | 18.12.2015             |                            |
| 22    | Вовчанська (Данилко) Василина Василівна 1959   | 21.03.1996             |                            |
| 23    | Волков Олексій Михайлович 1965                 | 24.12.2003             |                            |
| 24    | Волотовська Наталія Володимирівна 1984         | 21.03.1996             |                            |
| 25    | Галич (Безпалько) Уляна Ігорівна               | 29.04.2014             | -                          |
| 26    | Гермаківський Іван Михайлович 1931—2006        | 1997                   | 02.03.2006                 |
| 27    | Герман Олег Михайлович 1944                    | 26.05.1993             |                            |
| 28    | Гнатович Тамара Михайлівна 1958                | 21.12.2023             |                            |
| 29    | Гонтарук Любов Романівна 1947                  | 05.11.1999             | виїхала до Києва           |
| 30    | Горбатий Іван Романович 1934—1990              | 1999 (посмертно)       | 1990                       |
| 31    | Грабовський Богдан Олексійович 1945            | 17.04.2007             |                            |
| 32    | Гринечко Володимир Степанович 1940             | 25.04.2013             |                            |
| 33    | Гром'як Роман Теодорович 1937—2014             | 14.12.1983             | 03.05.2014                 |
| 34    | Гуменюк Марія Володимирівна 1957               | 26.10.2023             |                            |
| 35    | Демків Борис Миколайович 1936—2001             | 1967                   | 31.12.2001                 |
| 36    | Демчишин Іван Миколайович 1948—2009            | 28.02.2005             | 19.06.2009                 |
| 37    | Дем'янова Ірина Володимирівна 1955             | 21.10.2005             |                            |
| 38    | Дігай Тетяна Іванівна 1944                     | 04.06.2009             |                            |
| 39    | Долгушин Олександр Трохимович 1925             | 18.05.1999             |                            |
| 40    | Домчук Павло Андрійович 1944                   | 31.10.2019             |                            |
| 41    | Драбишинець Василь Миколайович 1942—2008       | 25.01.2000             | 25.06.2008                 |
| 42    | Дячун Володимир Кирилович 1947                 | 19.06.2001             |                            |
| 43    | Завадський Юрій Романович 1981                 | 15.02.2012             | вийшов з лав 2017          |
| 44    | Замкова Зоряна Степанівна 1970                 | 25.12.2006             |                            |
| 45    | Зозуляк Євген Тадейович 1943                   | 01.10.1996             |                            |
| 46    | Камаєв Юрій Олександрович 1970                 | 19.10.2021             |                            |
| 47    | Кашуба Микола Олексійович 1949                 | 31.10.2019             |                            |
| 48    | Кіпибіда Зіновій Михайлович 1952               | 24.12.2003             |                            |
| 49    | Кірик-Радомська Людмила Августинівна 1948—2005 | 2003                   | 28.04.2005                 |
| 50    | Кміт Ольга Миколаївна                          | 31.10.2019             | вибула за власним бажанням |
| 51    | Ковальчук Петро Іванович 1931—1995             | 1994                   | 25.02.1995                 |
| 52    | Корнієнко Валентин Олексійович 1939—2011       | 16.11.1990             | 22.02.2011                 |
| 53    | Корнієнко Олексій Зосимович 1919—2003          | 1958                   | 13.02.2003                 |
| 54    | Костенко Микола Павлович 1916—1976             | 1974                   | 18.12.1976                 |
| 55    | Костів-Гуска Ганна Михайлівна 1947             | 20.04.1982             |                            |
| 56    | Кравчук Володимир Ярославович 1960             | 28.09.1999             | 07.07.2025                 |
| 57    | Крем'янчанка (Дригуш) Неоніла Ігорівна 1959    | 03.12.2015             |                            |
| 58    | Крупа Левко Миколайович 1943—2000              | 1991                   | 28.12.2000                 |
| 59    | Лавренюк (Лішнянська) Марія Петрівна 1976      | 2015?                  |                            |
| 60    | Ладика Роман Богданович 1950                   | 07.02.2011             |                            |
| 61    | Лазо Сергій Васильович 1953                    | 28.02.2005             |                            |
| 62    | Левицький Михайло Васильович 1948—2018         | 22.01.1981             | 11.04.2018                 |
| 63    | Любарська Леся Михайлівна 1964                 | 31.10.2019             |                            |
| 64    | Малецька Любов Михайлівна 1983                 | 26.10.2013             |                            |
| 65    | Манюк Богдан Іванович 1965                     | 21.12.2023             |                            |
| 66    | Мартинюк Галина Василівна 1987                 | 15.02.2012             | виїхала до Києва           |
| 67    | Матевощук Юрій Олександрович 1991              | 29.04.2014             |                            |
| 68    | Мацикур Володимир Федорович                    | 12.03.2020             |                            |
| 69    | Мельничук Богдан Іванович 1952                 | 23.04.1998             |                            |
| 70    | Назар Марія Іванівна 1956                      | 2016?                  |                            |
| 71    | Назарків Ганна Володимирівна 1960              | 31.10.2019             |                            |
| 72    | Обшарська Раїса Володимирівна 1964             | 25.04.2013             |                            |
| 73    | Осадко Ганна Володимирівна 1978                | 25.04.2013             |                            |
| 74    | Остап'юк Петро Олексійович 1954                | 05.10.2014             |                            |
| 75    | Павлівський Борис Сергійович 1906—2004         | 1996                   | 08.11.2004                 |
| 76    | Павуляк Ярослав Іванович 1948—2010             | 17.05.1994             | 25.11.2010                 |
| 77    | Паламар Арсен Онуфрійович 1936—2021            | 19.09.2000             | 09.04.2021                 |
| 78    | Палій Анна-Віталія 1965                        | 31.10.2019             |                            |
| 79    | Паронова Віра Іванівна 1948                    | 03.03.2017             |                            |
| 80    | Пасічник Наталія Іванівна 1984                 | 24.09.2009             |                            |
| 81    | Петрук-Попик Георгій Михайлович 1932—2006      | 1983                   | 15.06.2006                 |
| 82    | Погорецький Василь Антонович 1954              | 03.12.2015             |                            |
| 83    | Погорецький Володимир Антонович 1967           | 2008                   |                            |
| 84    | Потій Іван Васильович 1955                     | 25.12.2006             |                            |
| 85    | Присяжний Володимир Тадеушович 1946—2022       | 27.10.2004             | 10.11.2022                 |
| 86    | Романчук Леся Іванівна 1955                    | 05.11.1999             |                            |
| 87    | Рудакевич Мар'яна Романівна 1986—2003          | 14.09.2004 (посмертно) | 27.05.2003                 |
| 88    | Савчук Василь Дмитрович 1944—2023              | 03.03.2017             | 04.04.2023                 |
| 89    | Сачко Ярослав Петрович 1947—2007               | 09.12.1993             | 01.12.2007                 |
| 90    | Свіжак Йосип Дмитрович 1955                    | 17.04.2007             |                            |
| 91    | Семеняк-Штангей Валентина Миколаївна 1963      | 23.10.2012             |                            |
| 92    | Сивирин Анатолій Олексійович 1955—2011         | 14.09.2004             | 16.03.2011                 |
| 93    | Сивицький Данило Йосипович 1938—2022           | 06.06.2000             | 02.10.2022                 |
| 94    | Синюк Сергій Ярославович 1975                  | 26.06.2002             |                            |
| 95    | Сорока Петро Іванович 1956—2018                | 16.05.1995             | 05.06.2018                 |
| 96    | Старух Павло Володимирович 1996                | 31.10.2019             |                            |
| 97    | Стронський Іван Антонович 1955                 | 18.12.2015             |                            |
| 98    | Теличин Данило Ілліч 1947—2010                 | 24.12.2003             | 12.10.2010                 |
| 99    | Тимочко Петро Семенович 1925—2005              | 1990                   | 26.02.2005                 |
| 100   | Ткачук Микола Платонович 1949                  | 26.03.2003             |                            |
| 101   | Топоровський Ігор Теодорович 1948              | 03.12.2015             |                            |
| 102   | Тракало Василь Йосипович 1956                  | 17.02.2004             |                            |
| 103   | Фарина Ігор Андрійович 1958                    | 29.09.2014             |                            |
| 104   | Федоришин Петро Степанович 1949                | 03.12.2015             |                            |
| 105   | Фіалко Ніна Іванівна 1943                      | 03.12.2015             |                            |
| 106   | Хижняк Борис Семенович 1941—2008               | 10.09.2000             | 31.10.2008                 |
| 107   | Ходюк Олена Станіславівна 1972                 | 21.12.2023             |                            |
| 108   | Чернихівський Гаврило Іванович 1936—2011       | 28.02.2005             | 19.09.2011                 |
| 109   | Шегера Григорій Омелянович 1934—2019           | 05.10 2014             |                            |
| 110   | Щавурський Борис Богданович 1963               | 18.06.1998             |                            |
| 111   | Юзва-Яськів Жанна Андріївна 1955               | 20.06.2003             |                            |
| 112   | Янкевич Віктор Анатолійович 1986               | 31.10.2019             |                            |